# Charles Christian Lauritsen
Charles Christian Lauritsen (4. april 1892 i Holstebro – 13. april 1968 i Californien) var en dansk-amerikansk fysiker.
Lauritsen var udlært tømrer, læste bygningskonstruktion på Odense Tekniske Skole i 1911 og emigrerede i 1916 til USA med hustruen Sigrid Henriksen og sønnen Tommy, først til Florida og senere til Boston hvor han arbejdede som tegner under Første Verdenskrig, hvor han var vidne til melasseulykken i Boston.
I 1921 arbejdede Lauritsen med radiokommunikation mellem skib og land, i den amerikanske by Palo Alto.
I 1926 påbegyndte Lauritsen et fysikstudie på California Institute of Technology og dimitterede herfra med en Ph.D.; han underviste senere på samme institution og oppebar her et professorat til 1962.
I 1940, ca. et år før USA blev involveret i Anden Verdenskrig, begyndte Lauritsen med at deltage i udvikling af våben, fokuseret på raketteknologi.
De sidste år af Anden Verdenskrig arbejdede han med konstruktion af verdens første atombombe og deltog, da man udpegede målene for bombernes nedkastning i Hiroshima og Nagasaki.

## Udmærkelser og æresbevisninger
- 1939: Medlem af Videnskabernes Selskab
- 1941: Medlem af National Academy of Sciences
- 1951: President for American Physical Society
- 1953: Kommandør af Dannebrogsordenen
- 1954: Medlem af American Philosophical Society
- 1965: Æresdoktor ved University of California, Los Angeles
- 1967: Tildelt Tom W. Bonner Prize
- Krateret Lauritsen på Månen er opkaldt efter Lauritsen